# アメデーオ1世・ディ・サヴォイア
アメデーオ1世・ディ・サヴォイア・コーダ（Amedeo I di Savoia detto Coda, 1016年 - 1051年）は、サヴォイア伯、アオスタ伯、モーリエンヌ伯（在位：1047年または1048年 - 1051年）。フランス語名アメデ1世・ド・サヴォワ（Amédée Ier de Savoie）。

## 生涯
渾名のコーダ（尻尾の意）は、神聖ローマ皇帝ハインリヒ3世によりヴェローナ（またはローマ）に招集された際に、護衛として後ろに付くのを許されるまで街に入るのを断ったという逸話から付けられた。
アディーラ（Adila / Adalegida / Adelaide）と結婚し、2人の息子を授かった。ウンベルトは1051年に若くして亡くなり、アイモーネはベレー司教となり1060年に死んだ。
サヴォワとモーリエンヌにおける父の地位を固め、ル・ブルジェ＝デュ＝ラックの執政官を創設した。
1051年の死後は弟オッドーネ（1023年 - 1060年）が後を継いだ。